# بوکوویتس (شهرستان خوجژ)
بوکوویتس (به لهستانی:  Bukowiec) یک روستا در لهستان است که در گمینا بوزنگ واقع شده‌است.